# Viana (Maranhão)
Viana é um município brasileiro localizado na Baixada Maranhense, estado do Maranhão. Sua população em 2019 foi estimada pelo IBGE (Instituto Brasileiro de Geografia e Estatística) em 51.441 habitantes, distribuídos em 1.166,745 km² de área. Viana é o município mais populoso da região dos lagos maranhenses, com 51,4 mil habitantes. O PIB do município é de cerca de R$ 490,5 milhões de reais, sendo que 40,6% do valor adicionado advém da administração pública, na sequência aparecem as participações dos serviços (38,4%), da agropecuária (17,6%) e da indústria (3,4%).  A cidade de Viana é a quarta mais antiga do Maranhão e teve sua origem na aldeia Guajajara de Maracu, que começou a ser povoada pelos missionários da Companhia de Jesus em 1683.

## História
A região era habitada pelos índios guajajaras na época da chegada dos europeus. Na segunda metade do século XVII, os jesuítas fundaram a Missão de Conceição de Maracu, deslocando para aquele local certo número de índios procedentes da aldeia do Itaqui. Mas, ao que parece, somente em princípios do século seguinte os padres da Companhia de Jesus se estabeleceram na região, edificando, na extremidade de "um esporão de terra firme que avança entre a lagoa e uma das suas enseadas", uma igreja sob a invocação de Nossa Senhora da Conceição. Há, também, notícias relativas à exploração de minas de ouro para as bandas do rio Turi.
Aos padres jesuítas vieram juntar-se posteriormente, sob os auspícios da administração pública, alguns colonos portugueses que, acompanhados de grande número de escravos negros, se localizaram na sede da aldeia e em outros pontos, dedicando-se ao comércio e à agricultura.

### Vila
Em 8 de julho de 1757, foi criada a vila, com a denominação de Viana, pelo governador da Capitania, Gonçalo Pereira Lobato e Sousa, que ali compareceu acompanhado de outras autoridades. Em nome do governo português, o governador tomou posse da vila e de todos os bens a ela pertencentes, conforme a relação que lhe foi apresentada pelo padre Manuel das Neves, da Companhia de Jesus, missionário que administrava a antiga aldeia, assistido pelo padre José Rancone, como procurador do seu colégio. Pelo mesmo governador foi concedida à vila, em 30 de outubro de 1759, uma légua de terra em quadra para o seu patrimônio. A título de indenização, por ser a doação parcialmente alagadiça, ser-lhe-ia concedida mais tarde nova porção de terra, contígua ao antigo patrimônio. Também em 1759, a Coroa Portuguesa concedeu 14,5 mil hectares de terra aos índios gamelas, como sesmaria.
Em 1768, o governador Joaquim de Melo e Póvoas, relatando à coroa portuguesa a viagem que fizera ao interior da Capitania, informava haver estado em Viana, achando excelente a sua situação. Encontrara uma "boa igreja, suficiente casa de câmera e uma forte cadeia". Visitou a escola, que "estava muito bem provida de rapazes", dos quais "alguns escrevem bem". Ainda de acordo com o depoimento do governador, a vila dispunha de boas casas, embora todas cobertas de palha, e de uma boa olaria, tendo ele ordenado que as casas em construção e as que de futuro se levantassem fossem cobertas de telhas, ajudando-se os moradores uns aos outros.
Provida de paróquia desde 1757, quando cessou a jurisdição temporal e secular dos missionários regulares que administravam a Missão, a vila passou a ser assistida espiritualmente por vigários designados pelo bispado.
Em 1820, contava a localidade uma grande praça, cinco ruas e algumas travessas, com 137 fogos e 843 almas, em cujo número se incluíram aproximadamente 400 índios domesticados.

### Elevação a cidade
A Lei provincial n.° 377, de 30 de junho de 1855, elevou a vila à categoria de cidade. 
Pela divisão territorial vigente em 1.° de janeiro de 1958, o Município compõe-se de apenas um distrito, o do mesmo nome.

## Vianenses notórios
- Ver Biografia de vianenses notórios

## Comunidades quilombolas
- São Cristóvão[7]